# 민정총서대루

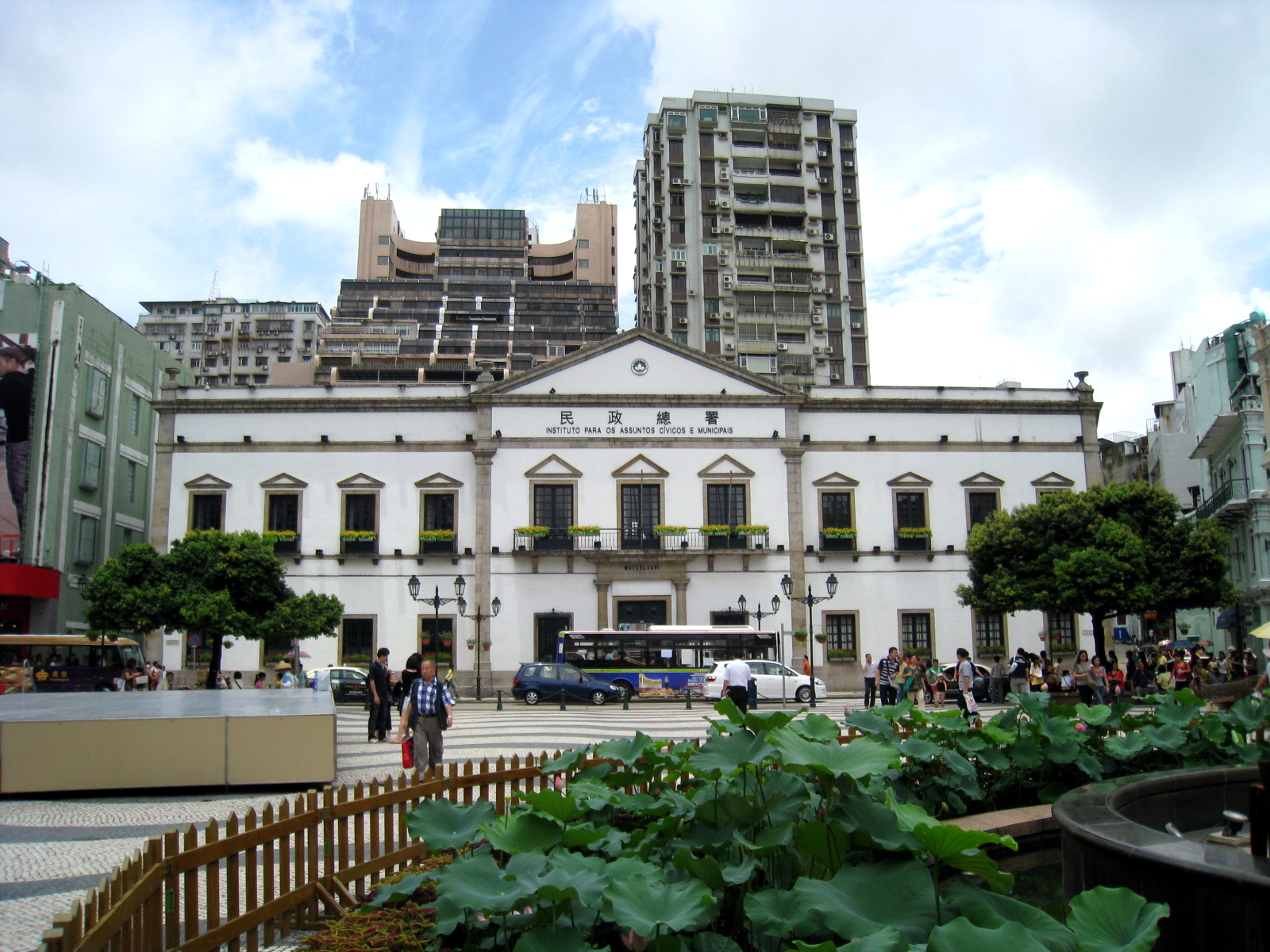
민정총서대루

민정총서대루(중국어: 民政總署大樓, 포르투갈어: Edifício do Leal Senado, 영어: Leal Senado Building)는 마카오의 관공서 민정총서의 청사이다. 민정총서대루 앞 광장인 세나두 광장은 이 빌딩의 포르투갈어 이름 "레알 세나두"에서 유래한다.